# Петрівка (Стрюківська сільська громада)
Петрі́вка — село Стрюківської сільської громади Березівського району Одеської області в Україні. Населення становить 373 осіб.

## Історія
Під час організованого радянською владою Голодомору 1932—1933 років померло щонайменше 11 жителів села.

## Населення
Згідно з переписом УРСР 1989 року чисельність наявного населення села становила 452 особи, з яких 205 чоловіків та 247 жінок.
За переписом населення України 2001 року в селі мешкало 388 осіб.

### Мова
Розподіл населення за рідною мовою за даними перепису 2001 року:
| Мова       | Відсоток |
| ---------- | -------- |
| українська | 95,71 %  |
| російська  | 2,14 %   |
| білоруська | 0,54 %   |
| інші       | 1,61 %   |

## Відомі люди
Уродженцем села є Герой Радянського Союзу Д. Х. Губа (1910—1996).